# 三级警监

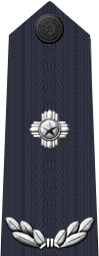
三级警监警衔肩章

三级警监为中国警衔体系的第5等级，由公安部部长授予副厅级、正处级以及专业技术高级警官，现行制式衬衣为白色，标志为一枚橄榄枝加1枚四角星花。

## 选升标准
根据1995年1月28日中华人民共和国最高人民法院、最高人民检察院、公安部、国家安全部及司法部联合颁布实施的《人民警察选升警衔的暂行办法》规定：德才表现优秀，担任一级警督期间年度考核称职，在职务等级编制警衔幅度内符合下列条件的人民警察，可以选升为三级警监：

### 正处级职务人员
1. 省会市、人口较多治安任务重的地级市公安局局长，任一级警督满2年、任正副处级职务时间满3年、参加工作时间满22年，或者任一级警督满6年者。
2. 地（市）公安处（局）长、省会市（副省级建制的城市）公安局正处级的副局长和省（自治区、直辖市）公安厅（局）以上机关的处长任一级警督时间满3年、任现职级时间满2年、参加工作时间满25年，或者任一级警督满6年者。
3. 其它正处级领导职务人员，任一级警督满4年、任现职级时间满3年、参加工作时间满30年，或者任一级警督满7年者。
4. 正处级非领导职务人员，任一级警督满5年、任现职级时间满3年、参加工作时间满35年，或者任一级警督满7年者。

### 专业技术职务人员
1. 任专业技术一级警督满4年、任现职级时间满3年、参加工作时间满32年，或者任一级警督满7年的副教授级专业技术职务人员。